# Mycobacteria nontuberculous
Nontuberculous mycobacteria (NTM), còn được gọi là mycobacteria môi trường, mycobacteria không điển hình [1] hay mycobacteria ngoài lao (mycobacteria other than tuberculosis - MOTT), là mycobacteria không gây bệnh lao hoặc bệnh phong (còn gọi là bệnh Hansen). NTM gây bệnh phổi giống như bệnh lao. Mycobacteriosis là bất kỳ căn bệnh nào trong số này, thường có nghĩa là loại trừ bệnh lao. Chúng xuất hiện ở nhiều loài động vật, kể cả con người.

## Dịch tễ học
NTM được phân bố rộng rãi trong môi trường, đặc biệt là trong đất ẩm ướt, đầm lầy, suối, sông và cửa sông. Các loài NTM khác nhau thích các loại môi trường khác nhau. 
Các bệnh NTM đã được nhìn thấy ở hầu hết các nước công nghiệp, nơi tỷ lệ mắc bệnh dao động từ 1,0 đến 1,8 trường hợp trên 100.000 người. Các nghiên cứu gần đây, bao gồm một nghiên cứu được thực hiện ở Ontario, Canada, cho thấy tỷ lệ mắc bệnh cao hơn nhiều. NTM phổi được ước tính bởi một số chuyên gia trong lĩnh vực này ít nhất là 10 lần so với lao ở Mỹ, với ít nhất 150.000 trường hợp mỗi năm.
Hầu hết các trường hợp mắc bệnh NTM liên quan đến các loài được gọi là phức hợp Mycobacterium avium hoặc MAC viết tắt là M. abscessus, M. fortuitum và M. kansasii. M. abscessus đang được nhìn thấy với tần số ngày càng tăng và đặc biệt khó điều trị.
Các nhà nghiên cứu của Mayo Clinic đã phát hiện một tỷ lệ nhiễm NTM da tăng gấp ba lần trong khoảng thời gian từ 1980 đến 2009 trong một nghiên cứu dựa trên dân số của người dân ở hạt Olmsted, Minnesota. Các loài phổ biến nhất là M. marinum, chiếm 45% số ca và M. chelonae và M. abscessus, cùng nhau chiếm 32% số bệnh nhân. Các đợt bùng phát nhiễm M. chelonae, do hậu quả của việc xăm mình bằng mực bị nhiễm, đã được báo cáo tại Vương quốc Anh  và Hoa Kỳ.
NTM nhanh chóng phát triển liên quan đến nhiễm trùng ống thông, sau phẫu thuật LASIK, da và mô mềm (đặc biệt là sau phẫu thuật) và nhiễm trùng phổi.

## Sinh bệnh học
Biểu hiện lâm sàng phổ biến nhất của bệnh NTM là bệnh phổi, nhưng bạch huyết, da/mô mềm và bệnh lan truyền cũng rất quan trọng.
Bệnh phổi do NTM gây ra thường thấy nhất ở phụ nữ sau thời kỳ mãn kinh và bệnh nhân mắc bệnh phổi cơ bản như xơ nang, giãn phế quản và lao trước. Nó không phải là không phổ biến cho sự thiếu hụt alpha 1-antitrypsin, hội chứng Marfan và bệnh nhân rối loạn vận động đường mật chính để có NTM và/hoặc nhiễm trùng phổi. NTM phổi cũng có thể được tìm thấy ở những người mắc bệnh AIDS và bệnh ác tính. Nó có thể được gây ra bởi nhiều loài NTM phụ thuộc vào khu vực, nhưng thường xuyên nhất là MAC và M. kansasii.
Các triệu chứng lâm sàng khác nhau về phạm vi và cường độ nhưng thường bao gồm ho mãn tính, thường có đờm mủ. Ho ra máu cũng có thể có mặt. Các triệu chứng toàn thân bao gồm mệt mỏi, mệt mỏi và giảm cân ở bệnh tiến triển. Việc chẩn đoán nhiễm trùng do vi khuẩn M. abscessus đòi hỏi phải có sự hiện diện của các triệu chứng, bất thường về X quang và nuôi cấy.
Viêm hạch bạch huyết có thể được gây ra bởi nhiều loài khác nhau từ nơi này đến nơi khác; nhưng một lần nữa, MAC là nguyên nhân chính trên toàn thế giới. Hầu hết bệnh nhân đều ở độ tuổi dưới 5 tuổi, nhưng tỷ lệ mắc bệnh hiếm gặp ở trẻ em có vắc-xin BCG. Căn bệnh này có khả năng chữa trị cao.
Bệnh mô mềm do nhiễm NTM bao gồm áp xe sau chấn thương (do chủng phát triển nhanh nhanh), u hạt hồ bơi (do M. marinum) và loét Buruli (do M. ulcer hoặc M. shinshuense) gây ra. Áp xe sau chấn thương thường xảy ra nhất sau khi tiêm.
Bệnh do mycobacteria là phổ biến ở Mỹ và bệnh nhân AIDS châu Âu trong những năm 1980 và đầu những năm 1990, mặc dù tỷ lệ đã giảm ở các nước phát triển kể từ khi giới thiệu điều trị kháng virus hoạt tính cao. Nó cũng có thể xảy ra ở những người sau khi ghép thận.